# Hybanthus biacuminatus
Hybanthus biacuminatus är en violväxtart som först beskrevs av Henry Hurd Rusby, och fick sitt nu gällande namn av G. K. Schulse. Hybanthus biacuminatus ingår i släktet Hybanthus och familjen violväxter. Inga underarter finns listade i Catalogue of Life.